# Friedrich Friesen

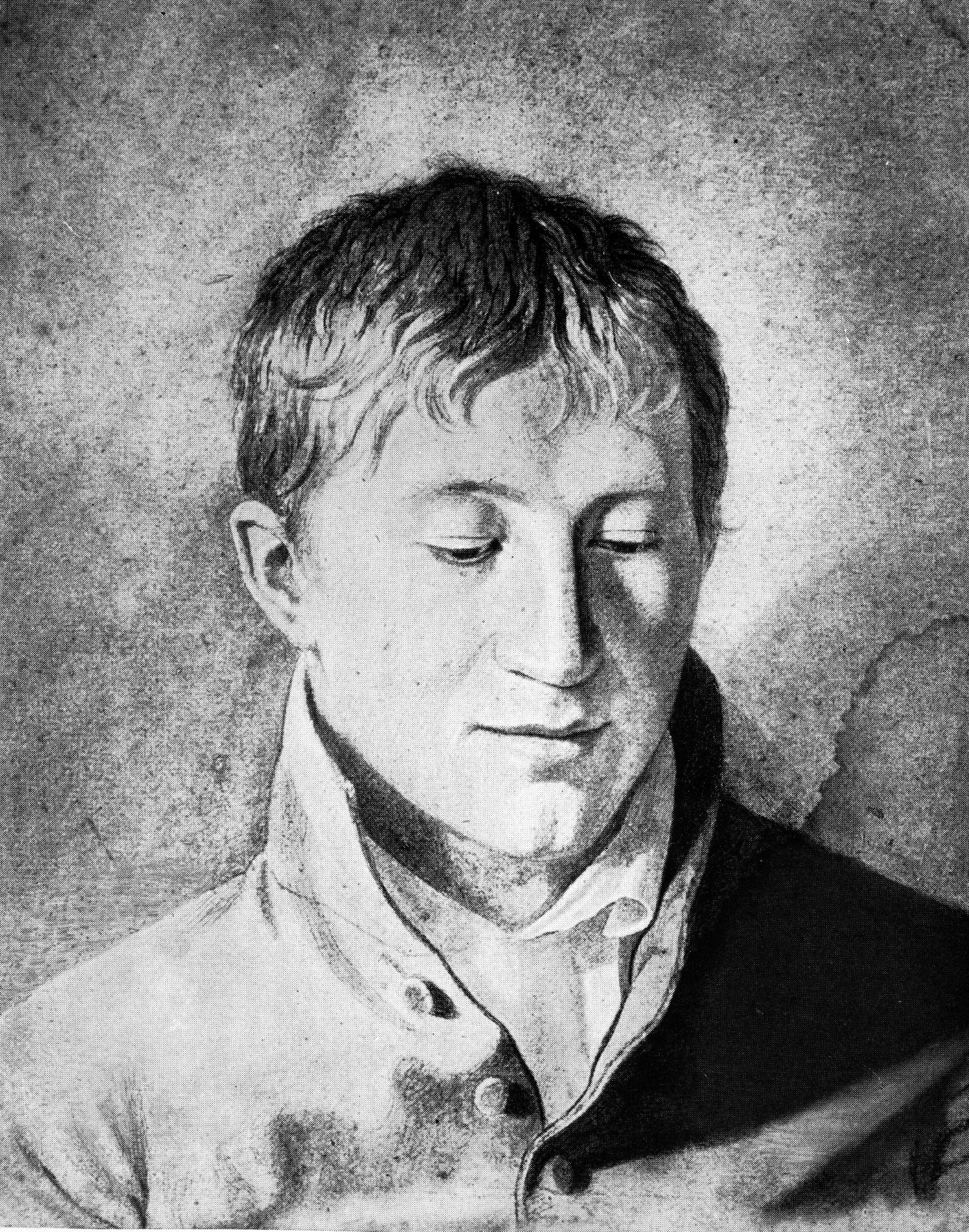
Friedrich Friesen.

Karl Friedrich Friesen, född 25 september 1784, död 16 mars 1816, var en tysk gymnast och frihetskämpe.
Efter tekniska och naturvetenskapliga studier i Berlin grundade Friesen där 1808 en fäktförening och blev 1810 lärare vid den Plamannska skolan och Friedrich Ludwig Jahns förtrogne och medhjälpare i gymnastik, fäktning och simning. 1813 trädde han som frivillig i von Lützows frikår, blev dennes adjutant och stupade 1814 i Ardennerna. Friesen blev i nationalistiska kretsar i Tyskland en symbol för ungdom i kraft, mod och rena seder.